# Jujutsu
El jujutsu, jiujitsu o jiujutsu és l'art marcial japonès anterior al naixement del judo o l'aikido, que en són fills. De fet, no és un estil homogeni sinó un conjunt d'escoles o ryus que evolucionen i es diversifiquen depenent dels seus mestres, per tots els segles del llarg període feudal japonès, fins a arribar al segle xix.
El vocable jujutsu està format per dues paraules japoneses, "ju" i "jutsu", que volen dir flexibilitat i tècnica, significant, per tant, tècnica de la flexibilitat. S'acostuma a parlar de l'aigua, dels arbres i de les canyes sota el vent per explicar que no és més fort qui s'oposa a una força sinó qui cedeix a l'empenta per retornar a la situació anterior.
També es parla de jujutsu per fer referència a totes les escoles, bàsicament fora del Japó, que posteriorment al naixement del judo no s'hi van incorporar. El jujutsu, per tant, inclou també atemis (cops) i luxacions considerades perilloses en el judo, a més de les tècniques d'aquest darrer esport. Generalment, es relaciona el jujutsu amb l'autodefensa, donada la complexitat de tractar-lo com un esport de competició.
El jiu jitsu brasiler és una de les moltes escoles existents. Es caracteritza per ser una derivació esportiva del judo o del jujutsu japonès, bàsicament amb tècniques realitzades a terra i amb un esperit molt diferent del de les altres escoles.

## Escoles (Ryu) tradicionals del Japó
- Daito Ryu Aiki Jujutsu

## Escoles modernes occidentals
- Jujutsu brasiler